# Straight from Paris
Straight from Paris è un film muto del 1921 diretto da Harry Garson. Prodotto e distribuito dalla Equity Pictures Corporation, aveva come interpreti Clara Kimball Young e Bertram Grassby.

## Trama
Arrivata direttamente da Parigi, Lucette Grenier è la proprietaria di una lussuosa modisteria sulla Quinta Strada. Quando incontra Robert Van Austen, i due si innamorano ma lui, a causa di una precedente relazione con Doris Charming e temendo la disapprovazione di sua madre che non vedrebbe di buon occhio un suo legame con una donna che lavora, la convince a tenere segreta la propria attività. Durante un'elegante cena offerta dalla signora Van Austen, una delle ospiti, la signora Stevenson - che è anche cliente di Lucette - la riconosce e la padrona di casa, di conseguenza, snobba la giovane donna. Al contrario, un altro membro della famiglia, lo zio John, sembra invece molto affascinato da lei.

Al negozio si presenta Doris, l'ex di Robert che folleggia nelle spese, facendo numerosi acquisti molto costosi che addebita sul conto di Robert. Lucette, allora, convinta che la sua relazione con Robert vada avanti, rompe il fidanzamento. Ma quando lui le chiede ufficialmente la mano, Lucette accetta.

## Produzione
Il film fu prodotto dalla Equity Pictures Corporation.

## Distribuzione
Il copyright del film, richiesto dalla Equity Pictures, fu registrato il 15 marzo 1921 con il numero LP17242.

Distribuito dalla Equity Pictures Corporation, il film uscì nelle sale statunitensi nel maggio 1921 dopo essere stato presentato in prima a New York probabilmente il 16 aprile. In Francia, prese il titolo Les Caprices du coeur.
Copie incomplete della pellicola sono conservate negli archivi della Library of Congress di Washington. Nel 2014, la Grapevine Video ha distribuito il film rimasterizzato in una versione di 37 minuti. Il DVD - della durata complessiva di 105 minuti - comprendeva anche Mid-Channel, un altro film di Harry Garson, sempre con protagonista Clara Kimball Young.